# Un artist acuză o lume
Un artist acuză o lume este un film românesc din 1964 regizat de Nina Behar.
Filmul documentar, cu o durată de 10 minute, e turnat pe peliculă alb-negru de 35 mm și prezintă portretul unui desenator, cu munca sa.